# Шор, Осип Беньяминович
О́сип Беньями́нович Шор (прозвище Оста́п) (30 мая [11 июня] 1899, Никополь — 6 ноября 1978, Москва) — авантюрист, брат поэта Анатолия Фиолетова, вероятный прототип Остапа Бендера.

## Биография

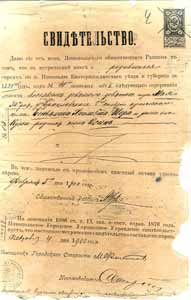
Свидетельство о рождении Осипа Беньяминовича Шора

Осип Шор родился в Никополе в семье Беньямина Хаимовича Шора (1867—1901) и Куни Герц-Мойшевны Бергер (1876—?). Мать была дочерью одесского мещанина, отец — сыном брацлавского второй гильдии купца и владельцем магазина колониальных товаров, что давало семье большой доход. У Осипа был старший брат Натан и сестра Эльза (от второго брака матери, в будущем художник-постановщик Эльза Давыдовна Рапопорт, 1913—1998). 
27 апреля 1901 года отец умер в Никополе от сердечного приступа, а мать с сыновьями вернулась к родителям в Одессу. Там они жили в доме № 78, который находился по улице Полтавской победы (ныне это ул. Канатная). В 1907 году Куня Шор вышла замуж за одесского мещанина Аврума-Дувида Йоселевича Рапопорта, а Осип и Натан остались жить у дедушки, Герца-Мойше Иосифовича Бергера.
Братья любили читать приключенческую литературу и грезили кругосветным плаванием. Однако их деду это не слишком нравилось, поэтому он устроил их на работу к себе в лавку, где они должны были помогать ему в торговле, хозяйстве и даже в контрабанде. У деда дома часто собирались местные криминальные авторитеты, бандиты и мошенники, что сильно повлияло на развитие Осипа. В 1906 году Осип поступил на учёбу в мужскую гимназию Илиади (частная гимназия И. Р. Раппопорта, сегодня Одесская школа № 68). Его любимым предметом было правоведение, и в будущем именно знания юриспруденции не раз помогали Осипу. Также Осип любил заниматься спортом и хорошо играл в футбол (при росте в 1 м 90 см Осип был одним из лучших нападающих), благодаря чему познакомился с будущим писателем Юрием Олешей, занимался классической борьбой и гиревым спортом. Спортивные достижения Осипа Шора высоко оценил известный тогда русский футболист и авиатор Сергей Уточкин, который предсказывал парню большое будущее.

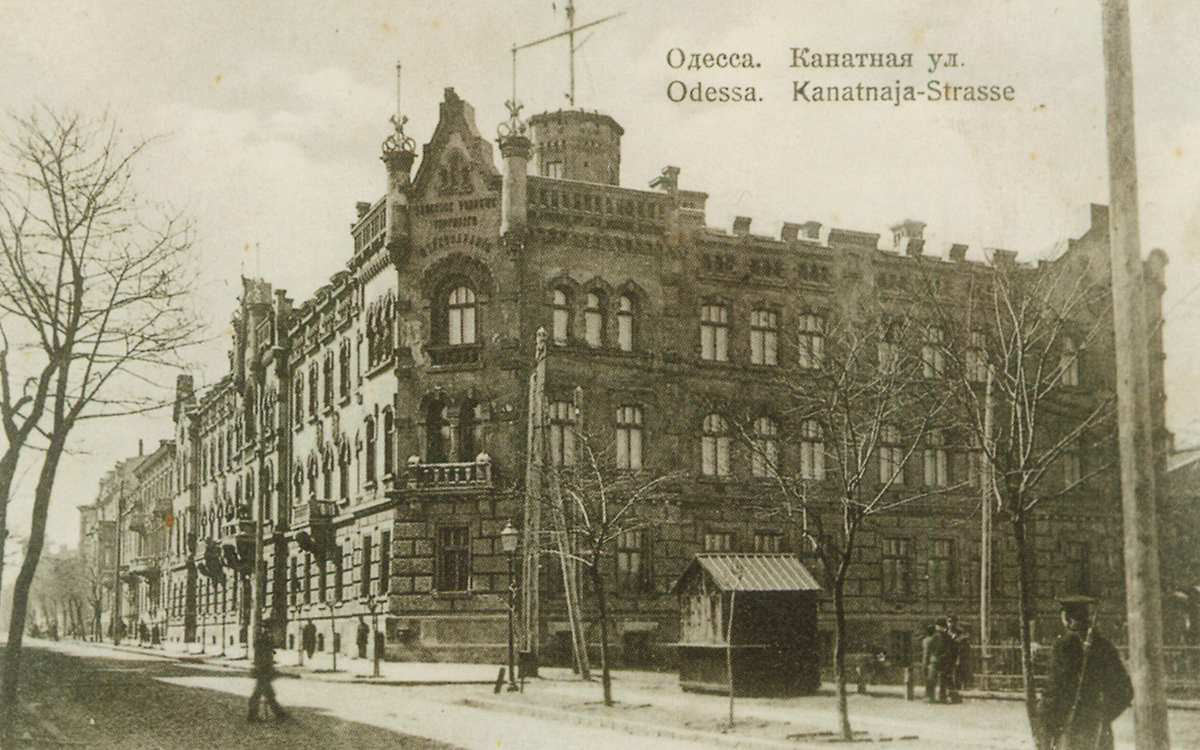
Канатная улица (с 1909 по 1920 гг ул. Полтавской победы), где Осип с матерью и братом жил первые несколько лет после переезда в Одессу

Большой мечтой Осипа было уехать в Бразилию или Аргентину, поэтому он даже начал по-особому одеваться: носил светлую одежду, белую капитанскую фуражку и, конечно же, шарф. Поступив на физико-математический факультет Новороссийского университета, вскоре бросил его. В 1916 году Осип, решив переехать к матери в Петроград, собственноручно написал заявление о поступлении на механический факультет Технологического института имени императора Николая I, но гражданская война в России сделала учёбу невозможной. В городе начался голод, а сам Осип заболел бронхитом. Позже об этих событиях он вспоминал так:
Как-то, проснувшись, я увидел, как с потолка моей комнаты капает вода. Все было серым. Мрачным и сырым. Я подошел к зеркалу. То, что я там увидел, повергло меня в уныние. Я решил рвануть на юг, в любимую Одессу, к маме, брату, сестре, друзьям...
В 1918—1919 годах, возвращаясь в Одессу, с целью добычи средств к существованию представлялся то художником, то шахматным гроссмейстером, то женихом (женился на толстушке и перезимовал у неё), то представителем подпольной антисоветской организации.
Вернувшись в Одессу, оформился работать инспектором уголовного розыска, работал в Одесской ЧК. Вел борьбу с группировкой Мишки Япончика.
После того как по ошибке (одна из версий, которую, в частности, отстаивал Катаев) вместо Осипа убили его брата, поэта и также сотрудника уголовного розыска Натана Шора (Фиолетова) (когда Натан и его жена Зинаида Шишова выбирали мебель для их будущего дома), Шор уволился из уголовного розыска и в 1922 году переехал в Москву.
Шор был занятным рассказчиком с большим опытом авантюрных приключений и рассказал о своих похождениях известному писателю Валентину Катаеву, у которого зародилась идея описать его приключения. Своей идеей Катаев поделился с малоизвестным тогда ещё журналистом Ильёй Ильфом и своим младшим братом Евгением Петровым, которым предложил совместно написать книгу о приключениях Шора. Причём оба они должны были выступить в качестве литературных негров, готовящих черновики и варианты за гонорар, а сам Катаев, как маститый писатель — в качестве редактора и официального автора. Однако Ильф и Петров решили написать книгу самостоятельно по подсказанному Катаевым сюжету. Так появились знаменитые «Двенадцать стульев» — роман, в значительной мере основанный на изложении похождений Осипа Шора. Роман приобрёл большую популярность и стал культовой книгой.
В 1934 году Осип Шор встретился с Ильфом и Петровым лично, после чего решил изменить свою жизнь и по объявлению в газете нашёл работу на первом в стране тракторном заводе в Челябинске, куда и уехал из Москвы. Там он устроился рабочим. Как оказалось, директором завода работал одессит Василий Иванович Ильичёв, и вскоре Осип стал заводским снабженцем.
Существует городская легенда, согласно которой в 1937 году работники НКВД пришли арестовывать Ильичёва прямо в его рабочем кабинете, и тогда Осип будто бы за него вступился, затеяв с чекистами драку. Его арестовали, и дали пять лет лагерей. Эта легенда подвергается критике, в частности в эфире радиостанции «Эхо Москвы» приводились утверждения о существовании неких документов, согласно которым Осип Шор был арестован в начале 1930-х годов за какие-то махинации, которые он проворачивал, работая на должности снабженца. Ему действительно дали пять лет, однако обращает на себя внимание тот факт, что личное дело Шора не сохранилось. Также историки обращают внимание на то, что первый директор ЧТЗ Василий Ильичев действительно был репрессирован, но не в 1937-м, а в 1938 году, и не в Челябинске, а в Москве (причём в это время он уже не был директором). Присутствовать при его аресте Осип Шор, таким образом, не мог, поскольку в это время находился уже в лагере.
Во время войны Осип Шор, согласно той же легенде, попросился добровольцем на фронт. Но вместо этого долго скрывался, пытаясь проникнуть в осаждённый Ленинград, где, как он узнал, оставались его мать и сестра по матери (единоутробная). Затем он переехал в Москву, где жил у своего друга детства писателя Юрия Олеши. После снятия блокады оказалось, что мать умерла от голода, а сестра эвакуирована в Ташкент.
У Осипа обнаружили рак кожи, но он, прервав лечение, отправился для встречи с сестрой в Ташкент. После войны он с семьёй возвратился в Москву и 15 лет работал проводником поезда Москва — Ташкент, его комната в коммуналке по большей части пустовала.
Вышел на пенсию по инвалидности. Умер в Москве 6 ноября 1978 года, похоронен на Востряковском кладбище.

## Память
Люди, знавшие Осипа Шора, вспоминали его как умного, доброго и решительного правдолюбца, обладающего замечательным чувством юмора, немалым ростом (1 м 90 см) и большой физической силой.
В Никополе, на родине Осипа Шора, в 2011 году установлен памятник. Инициатором установки памятника стал генеральный директор ВНЦ «Трубосталь» Александр Фельдман, скульптор Виктор Сараев.
Также в Никополе с конца 1990-х по 2003 год местными энтузиастами ежегодно проводился День авантюриста. В программу, среди прочего, входил конкурс по распиливанию гирь.
Фрагмент биографии Осипа Беньяминовича Шора лег в основу персонажа Осипа Эмильевича Тора из сериала «Жизнь и приключения Мишки Япончика».